# Bezirk Brody
Bezirk Brody  – dawny powiat (Bezirk) kraju koronnego Królestwo Galicji i Lodomerii, funkcjonujący w latach 1854–1867. Siedzibą starostwa było miasto Brody.

## Historia
Bezirk Brody utworzono w ramach reformy uwłaszczeniowej z okresu Wiosny Ludów (1848–1849), która likwidowała jurysdykcję właściciela ziemskiego nad poddanymi. W Galicji, dominium – jako podstawowa jednostka administracyjna i filar systemu feudalnego straciło rację bytu. Konieczne stało się zatem wprowadzenie nowego systemu administracyjnego, którego zręby powstały w latach 1851–1855. Nowy trójstopniowy podział administracyjny objął 21 cyrkułów (niem. Kreise), 179 małych powiatów (niem. Bezirke) i ponad 6000 gmin (niem. Gemeinde).
Bezirk Brody objął obszar o wielkości 10,1 mil², zamieszkany przez 45.531 ludzi i podzielony na 36 gmin katastralnych, w tym jedno miasto (Brody) i jedno miasteczko (Leszniów). Wszedł w skład cyrkułu złoczowskiego, jako jeden z jego dziesięciu powiatów. Od wschodu i północy graniczył z Imperium Rosyjskim.
Po nadaniu Galicji autonomii oraz powołaniu samorządu gminnego i powiatowego w 1865 zlikwidowano cyrkuły (Kreise). Dotychczasowe małe powiaty (Bezirke) w liczbie 179, utrzymały się do 1867 roku, kiedy to w następstwie kolejnej reformy administracyjnej (23 stycznia 1867) zostały zastąpione przez 74 większych powiatów. Obszar zniesionego Bezirk Brody wszedł wtedy w całości w skład nowego powiatu brodzkiego.

## Podział administracyjny (1854)
| Lp. | Gmina jednostkowa         | Powierzchnia | Ludność | Powiat w 1867 po zniesieniu |
| --- | ------------------------- | ------------ | ------- | --------------------------- |
| 1   | Brody (M)                 | 34           | 18488   | brodzki                     |
| 2   | Folwarki Wielkie          | 2297         | 5367    | brodzki                     |
| 3   | Folwarki Małe             | 1409         | 284     | brodzki                     |
| 4   | Stare Brody               | 3300         | 849     | brodzki                     |
| 5   | Gaje Starobrodzkie        | 1725         | 663     | brodzki                     |
| 6   | Smolno                    | 3187         | 266     | brodzki                     |
| 7   | Nowiczyzna                | 576          | 73      | brodzki                     |
| 8   | Gaje Smoleńskie           | 5574         | 649     | brodzki                     |
| 9   | Buczyna                   | 1493         | 252     | brodzki                     |
| 10  | Łahodów                   | 2787         | 225     | brodzki                     |
| 11  | Koniuszków                | 5074         | 873     | brodzki                     |
| 12  | Dytkowce                  | 3652         | 427     | brodzki                     |
| 13  | Gaje Dytkowieckie         | 3652         | 462     | brodzki                     |
| 14  | Jazłowczyk                | 828          | 453     | brodzki                     |
| 15  | Suchodoły                 | 1702         | 564     | brodzki                     |
| 16  | Czernica                  | 5261         | 1061    | brodzki                     |
| 17  | Suchowola                 | 3873         | 912     | brodzki                     |
| 18  | Ponikwa                   | 3485         | 787     | brodzki                     |
| 19  | Boratyn                   | 2559         | 817     | brodzki                     |
| 20  | Hucisko Brodzkie          | 1043         | 332     | brodzki                     |
| 21  | Wołochy                   | 1211         | 531     | brodzki                     |
| 22  | Nakwasza                  | 4275         | 959     | brodzki                     |
| 23  | Tetylkowce                | 4275         | 263     | brodzki                     |
| 24  | Berlin                    | 5322         | 1189    | brodzki                     |
| 25  | Sznyrów                   | 4530         | 421     | brodzki                     |
| 26  | Klekotów                  | 2756         | 383     | brodzki                     |
| 27  | Bielawce                  | 2196         | 677     | brodzki                     |
| 28  | Bołdury                   | 2816         | 611     | brodzki                     |
| 29  | Ponikowica                | 7419         | 1608    | brodzki                     |
| 30  | Wysocko                   | 2183         | 561     | brodzki                     |
| 31  | Hołoskowice               | 1961         | 543     | brodzki                     |
| 32  | Zabłotce z Wołkowatyczami | 2669         | 644     | brodzki                     |
| 33  | Piaski                    | 2474         | 556     | brodzki                     |
| 34  | Leszniów (m)              | 3203         | 1431    | brodzki                     |
| 35  | Korsów, Kizia i Mytnica   | 6887         | 940     | brodzki                     |
| 36  | Grzymałówka               | 1588         | 410     | brodzki                     |

Objaśnienie:
(M) = miasto; (m) = miasteczko